# Lola Novaković

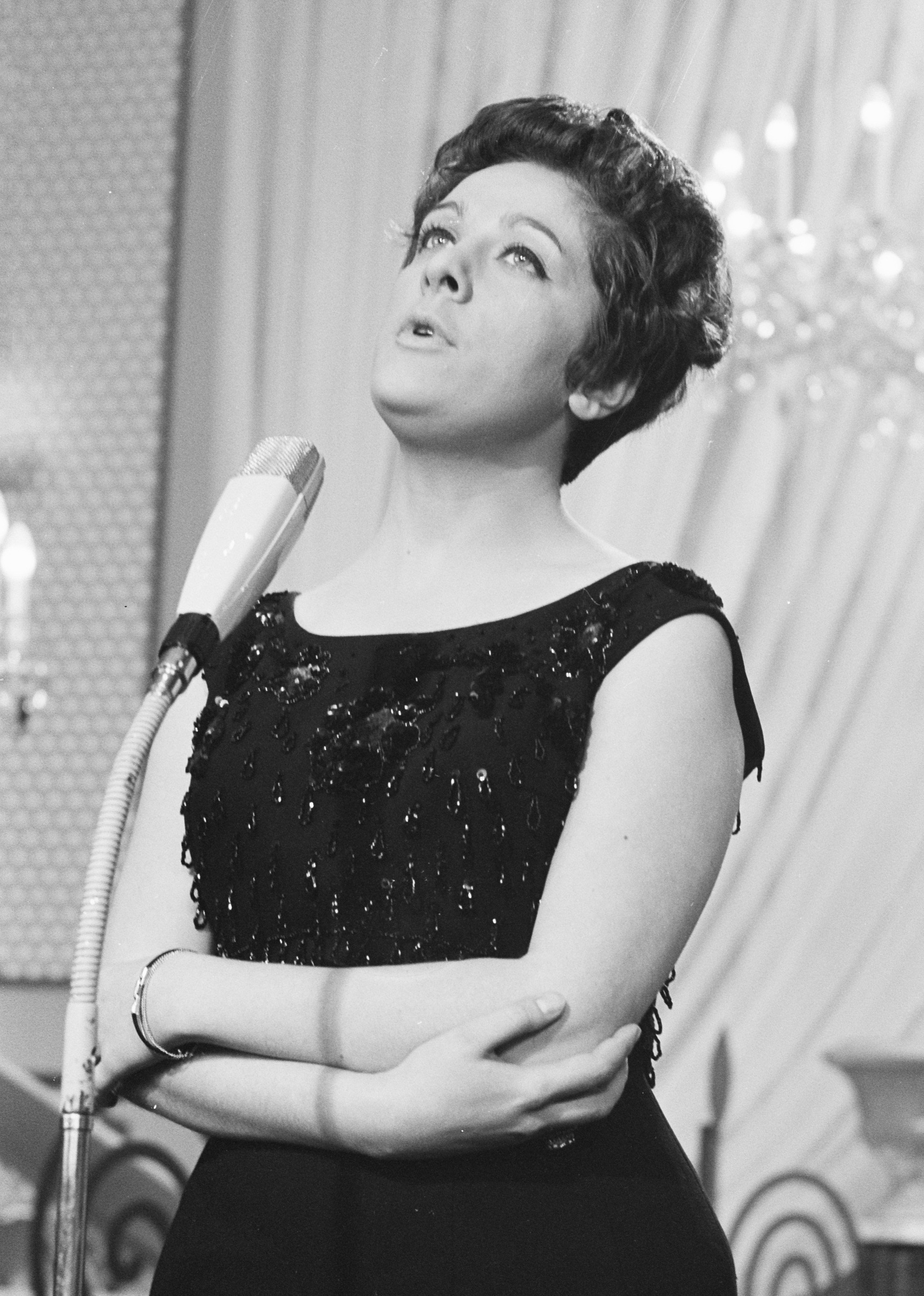
Lola Novaković tijdens het Eurovisiesongfestival 1962

Zorana "Lola" Novaković (Servisch: Зорана "Лола" Новаковић; Belgrado, 25 april 1935 – aldaar, 3 april 2016) was een Servisch zangeres.

## Biografie
Lola Novaković is vooral bekend door haar deelname voor Joegoslavië aan het Eurovisiesongfestival 1962, waar zij met tien punten op een vierde plaats eindigde.
In 1962 was ze te zien in de comedy Šeki snima, pazi se.

## Singles
- 1962 · Beli bagrem / Zaborav
- 1963 · Seti se
- 1963 · Ne, ne žalim ni za čim,
- 1965 · Kap veselja
- 1966 · Tišina
- 1967 · Silenzio
- 1971 · Vrati se / Neka nas vodi ljubav
- 1971 · Ljubi me / Jednom se živi
- 1973 · Duga topla noć / Istina je
- 1978 · Na slovo na slovo
- 1981 · Harmonika / Tiše, tiše

1961: Ljiljana Petrović · 
1962: Lola Novaković · 
1963: Vice Vukov · 
1964: Sabahudin Kurt · 
1965: Vice Vukov · 
1966: Berta Ambrož · 
1967: Lado Leskovar · 
1968: Luciano Kapurso & Hamo Hajdarhodžić · 
1969: Ivan & 3M · 
1970: Eva Sršen · 
1971: Krunoslav Slabinac · 
1972: Tereza · 
1973: Zdravko Čolić · 
1974: Korni · 
1975: Pepel in Kri · 
1976: Ambasadori · 
1981: Seid Memić-Vajta · 
1982: Aska · 
1983: Danijel Popović · 
1984: Vlado & Izolda · 
1986: Doris Dragović · 
1987: Novi Fosili · 
1988: Srebrna Krila · 
1989: Riva · 
1990: Tajči · 
1991: Bebi Dol · 
1992: Extra Nena
- International Standard Name Identifier: 0000 0004 6558 7842
- MusicBrainz: 610e8b32-7d64-4eb1-85ea-4da6d448b895
- Nationale en Universitaire bibliotheek Zagreb: 000350599
- Virtual International Authority File: 305656620